# خط اوئنو–توکیو
خط اوئنو-توکیو (به ژاپنی: 上野東京ライン Ueno–Tōkyō Rain) با نام قبلی خط توهوکو-جوکان یکی از خطوط راه‌آهن وابسته به شرکت راه‌آهن شرق ژاپن این خط ایستگاه اوئنو را به ایستگاه توکیو می‌کند.